# Daniel arap Moi
Daniel Toroitich arap Moi, född 2 september 1924 i Sacho, Baringo i Kenyakolonin, död 4 februari 2020 i Nairobi, var Kenyas president mellan åren 1978 till 2002.
Moi blev Kenyas andre president då han 1978 efterträdde Kenyas förste president Jomo Kenyatta som avlidit. Tiden under Moi blev relativt stabil, åtminstone jämfört med grannländer som Rwanda och Somalia, men landet hade stora problem med fattigdom och korruption. Moi utsattes 1982 för ett kuppförsök, vilket togs som intäkt för att förbjuda opposition och bygga upp en stark enpartistat med Moi som landets envåldshärskare. På 1990-talet tilläts fler partier, där Moi kunde vinna val 1992 och 1997. I samband med valet 2002 drog han sig tillbaka, och efterträddes av Mwai Kibaki.

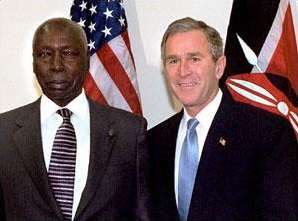
Moi och George W. Bush i FN:s högkvarter i New York den 10 november 2001.